# Symphurus undecimplerus
Symphurus undecimplerus е вид лъчеперка от семейство Cynoglossidae. Видът не е застрашен от изчезване.

## Разпространение и местообитание
Разпространен е в Гватемала, Еквадор, Колумбия, Коста Рика, Мексико, Никарагуа, Панама, Перу, Салвадор, Хондурас и Чили.
Среща се на дълбочина от 17 до 55 m, при температура на водата от 23,6 до 27,9 °C и соленост 34,6 – 36 ‰.

## Описание
На дължина достигат до 14,2 cm.